# Castlevania
Castlevania é uma série de jogos eletrônicos de plataforma e ação-aventura de terror gótico desenvolvida e publicada pela Konami. A série foi criada no Japão e seu título de estreia foi lançado em 26 de setembro de 1986 para o Famicom Disk System, intitulado Akumajō Dracula. A história dos jogos está geralmente ambientada no castelo do Conde Dracula, que é o principal antagonista da série. Inspirado no personagem epônimo do romance de Bram Stoker e na personalidade histórica de Vlad Drakul, o Empalador. Um vampiro e mago, que ressuscita a cada 100 anos e assume o papel de chefe final de quase todos os jogos. A ambientação é em grande parte medieval. Os principais protagonistas são os caçadores de vampiros do clã Belmont, que precisam eliminar a ameaça de Dracula a cada vez que ele renasce, usando armas como o chicote sagrado Vampire Killer, água benta, estacas de madeira, e em alguns casos habilidades mágicas.
A série é uma das mais famosas franquias de jogos da Konami e uma das mais vendidas de todos os tempos, com seus títulos se tornando um ponto de referência na criação de jogos de plataforma e ação, originando o subgênero metroidvania. Além de receber vários spin-offs e conversões, a série se expandiu para outras mídias, incluindo comic books e uma série animada da Netflix. A versão Symphony of the Night, o mais aclamado título da série, figura em diversas listas de melhores jogos de todos os tempos, enquanto Super Castlevania IV e Aria of Sorrow são considerados como alguns dos melhores jogos de seus respectivos consoles.
Em 2010, em uma parceria entre a Konami, MercurySteam, e Kojima Productions, a série passou por um reboot que se iniciou com o jogo Lords of Shadow, o título da série mais bem sucedido até então. Lords of Shadow 2, lançado em 2014, é o último jogo da nova cronologia.

## Jogos
| 1986 | Castlevania                                   |
| 1986 | Vampire Killer                                |
| 1987 | Castlevania II: Simon's Quest                 |
| 1988 | Haunted Castle                                |
| 1989 | Castlevania: The Adventure                    |
| 1989 | Castlevania III: Dracula's Curse              |
| 1990 |                                               |
| 1991 | Castlevania II: Belmont's Revenge             |
| 1991 | Super Castlevania IV                          |
| 1992 |                                               |
| 1993 | Castlevania (Sharp X68000)                    |
| 1993 | Castlevania: Rondo of Blood                   |
| 1994 | Castlevania: Bloodlines                       |
| 1995 | Castlevania: Dracula X                        |
| 1996 |                                               |
| 1997 | Castlevania: Symphony of the Night            |
| 1997 | Castlevania Legends                           |
| 1998 |                                               |
| 1999 | Castlevania (Nintendo 64)                     |
| 1999 | Castlevania: Legacy of Darkness               |
| 2000 |                                               |
| 2001 | Castlevania: Circle of the Moon               |
| 2001 | Castlevania Chronicles                        |
| 2002 | Castlevania: Harmony of Dissonance            |
| 2003 | Castlevania: Aria of Sorrow                   |
| 2003 | Castlevania: Lament of Innocence              |
| 2004 |                                               |
| 2005 | Castlevania: Dawn of Sorrow                   |
| 2005 | Castlevania: Curse of Darkness                |
| 2006 | Castlevania: Portrait of Ruin                 |
| 2007 | Castlevania: The Dracula X Chronicles         |
| 2008 | Castlevania: Order of Ecclesia                |
| 2009 | Castlevania: The Adventure ReBirth            |
| 2010 | Castlevania: Lords of Shadow                  |
| 2011 |                                               |
| 2012 |                                               |
| 2013 | Castlevania: Lords of Shadow – Mirror of Fate |
| 2014 | Castlevania: Lords of Shadow 2                |

Muitos títulos de Castlevania foram lançados para os mercados do Japão, América do Norte, Europa, e Austrália, em vários consoles, PC e plataformas móveis, com remakes adicionais e relançamentos. O primeiro título de console, Castlevania (1986), foi lançado no Japão para Famicom Disk System em 1986 e na América do Norte para NES em 1987, apresentando gráficos 2D e gênero de ação, além de algumas das principais características que a série viria a reutilizar. Em 1987, Castlevania II: Simon's Quest se distanciou do gênero de plataforma visto no primeiro jogo, focando em uma jogabilidade não linear e vários elementos de RPG. O primeiro jogo da série para arcade, Haunted Castle, retornou para o estilo linear de plataforma usado no original. Isso continuou com o primeiro jogo para console portátil, Castlevania: The Adventure, e a sequência para o NES, Castlevania III: Dracula's Curse, ambos lançados em 1989. Dracula's Curse também adicionou características em relação à jogabilidade do original, incluindo finais alternativos e múltiplos personagens jogáveis.
O primeiro jogo de console em 16-bits da franquia foi Super Castlevania IV, lançado para o SNES em 1992. Ainda neste ano, Rondo of Blood foi lançado exclusivamente no Japão para PC Engine, sendo internacionalizado em inglês apenas em 2007, quando foi incluído no The Dracula X Chronicles para PSP. Rondo of Blood foi o primeiro Castlevania produzido para CD-ROM e a ter diálogos completamente dublados. Bloodlines, lançado em 1994, foi o primeiro título produzido para o Genesis, sendo relançado em 2019 em múltiplas plataformas.
Em 1997, Symphony of the Night e Castlevania Legends foram lançados para o PlayStation e Game Boy, respectivamente. Symphony of the Night introduziu grandes mudanças à jogabilidade, incorporando elementos de RPG e um mapa não linear que o jogador podia explorar livremente, algo visto anteriormente em Simon's Quest e na série Metroid da Nintendo. Este seria o estilo utilizado em vários títulos futuros, começando com Circle of the Moon, Harmony of Dissonance, e Aria of Sorrow, lançados entre 2001 e 2003 para Game Boy Advance.
O primeiro jogo da série a receber gráficos 3D foi o Castlevania do Nintendo 64 em 1999, que teve a expansão Legacy of Darkness lançada no mesmo ano. Em 2003, o próximo jogo em 3D foi lançado para PlayStation 2, Lament of Innocence, apresentando jogabilidade focada em combate hack and slash, sendo comparado com Devil May Cry e God of War.
Um reboot da série Castlevania se iniciou em 2010 com Lords of Shadow, um título de ação 3D multiplataforma desenvolvido pela MercurySteam e co-produzido por Hideo Kojima. Duas sequências, Lords of Shadow – Mirror of Fate (2013) e Lords of Shadow 2 (2014), também receberam lançamentos multiplataforma.

### Spin-offs
Castlevania possui diversos spin-offs, o primeiro sendo um título de plataforma lançado em 1990 para Famicom, Kid Dracula, uma paródia que estrela o personagem de mesmo nome. Foi lançado pela primeira vez em inglês junto da Castlevania Anniversary Collection em 2019. O jogo teve uma sequência no Game Boy, também intitulado Kid Dracula. O primeiro jogo multijogador online de luta da série foi Castlevania Judgment, que foi lançado para Wii em 2008. Em 2010, foi lançado outro título multijogador multiplataforma, Harmony of Despair, onde seus jogadores podiam controlar personagens dos títulos anteriores. A série também conta com jogos para arcade e slot machines, como o Castlevania: The Arcade, que foi lançado em 2009 no Japão e Europa.
O spin-off Grimoire of Souls foi anunciado pela Konami em 17 de abril de 2018. Em fevereiro de 2019, foi anunciado que Grimoire of Souls seria lançado globalmente para iOS e Android, o que aconteceu em setembro de 2019.

### Elementos comuns
A maioria das armas que os jogadores usam são semelhantes às da Idade Média, e armas mágicas geralmente possuem propriedades elementais, sendo as principais fogo, relâmpago e gelo. Os protagonistas de alguns dos jogos mais recentes possuem no arsenal armas de fogo. Também nos jogos mais recentes (principalmente a partir do Symphony of the Night, de 1997) surgem várias vestimentas, sapatos e acessórios, que podem ser coletados e equipados para aumentar as estatísticas ou atribuir certas habilidades ao jogador. Moedas e corações (e algumas vezes cristais), que possuem papéis variantes dependendo do jogo, são encontrados ao quebrar luzes, candelabros e alguns outros elementos dos cenários e ocasionalmente ao derrotar inimigos. Salas de save e teletransportes são estrategicamente colocadas pelo mapa para permitir aos jogadores recarregar a barra de vida e mover-se instantaneamente para outra área do mapa, respectivamente.
Uma das armas mais icônicas da série é o chicote "Vampire Killer" ("Matador de Vampiros"), descrito como uma arma lendária usada pelos Belmonts na batalha contra o Conde Dracula e seus ascetas, apesar de às vezes também ser passado e usado por outras famílias. Outros nomes e termos usados para ele são "Mystic Whip" ("Chicote Místico"), "Holy Whip" ("Chicote Sagrado") e "Whip of Alchemy" ("Chicote de Alquimia"). A história por trás do chicote é mostrada em Lament of Innocence, onde o alquimista Rinaldo Gandolfi, através da alquimia, a cria como uma poderosa arma contra as criaturas das trevas e o dá para Leon Belmont, um ex-cruzado. O chicote é mais tarde fundido com a alma pura e boa de Sara Trantoul (noiva de Leon que fora mordida por um vampiro) para criar o Vampire Killer, que se faria presente, de uma forma ou de outra, em quase todos os jogos da série.

## Enredo e ambientação
A série Castlevania possui várias referências aos filmes de horror da Universal Pictures e Hammer Film Productions. O criador da série, Hitoshi Akamatsu, queria que os jogadores se sentissem como se estivessem em um clássico filme de terror. Durante sua pesquisa para adaptação do roteiro da série animada da Netflix, o autor Warren Ellis chamou a série de "uma transposição japonesa dos filmes da Hammer Horror que eu amava quando mais novo". Lobisomens, múmias, e o monstro de Frankenstein aparecem de maneira recorrente, e monstros mitológicos e do folclore, como a Medusa, estão presentes em conjunto com referências diretas à literatura de terror.
Dracula Vlad Țepeș, mais conhecido como Conde Dracula, é o principal antagonista e último chefe da maioria dos jogos, que se passam em grande parte em Castlevania, seu castelo. Dracula é apresentado como um vampiro com poderes mágicos que ressuscita a cada 100 anos para dominar o mundo, e a série se passa em grande parte no seu castelo com os protagonistas lutando para impedi-lo. Seus criadores se inspiraram no personagem de mesmo nome do romance Drácula (1897) de Bram Stoker, com o Castlevania: Bloodlines chegando a incorporar explicitamente à série os eventos do romance. Outra influência na sua criação foi a figura histórica de Vlad, o Empalador.
Com a exceção de alguns títulos, os jogadores assumem o papel dos Belmonts, um clã de caçadores de vampiros que derrotam Dracula há séculos usando o lendário chicote Vampire Killer, que é passado através das gerações para os sucessores da família e só pode ser usado por eles. Outro personagem importante é o dampiro Alucard, introduzido inicialmente em Castlevania III: Dracula's Curse, onde fez aliança com Trevor Belmont para derrotar seu próprio pai, Dracula. Alucard é uma referência ao personagem de mesmo nome do filme de 1943 Son of Dracula. Dentre os personagens recorrentes estão Sypha Belnades, uma maga caçadora de vampiros que se casa com Trevor, descendentes do clã Belnades, como Carrie Fernandez e Yoko Belnades, que fazem aparições como personagens jogáveis em alguns títulos, e Carmilla, personagem baseada no romance de mesmo nome de Sheridan Le Fanu.
Lords of Shadow é um reboot da franquia, e o primeiro jogo ambientado na Europa meridional durante a Idade Média. O personagem principal, Gabriel Belmont, é um membro da Brotherhood of Light, um grupo de elite de cavaleiros que defendem a população contra criaturas supernaturais. Com um chicote retrátil chamado Combat Cross, Gabriel luta contra uma força maléfica, conhecida como Lords of Shadow, com intuito de obter a God Mask que ele acredita ter o poder de ressuscitar sua esposa. Em Mirror of Fate, Gabriel aparece como Dracula, o principal antagonista de Simon e Trevor Belmont. Lords of Shadow 2 se passa nos tempos modernos, onde Dracula está em busca de uma maneira de acabar com sua imortalidade.
Em 2002, Legends, Circle of the Moon, Castlevania (1999) e Legacy of Darkness foram removidos da cronologia oficial por Koji Igarashi, uma decisão que gerou críticas dos fãs. Igarashi afirmou que Legends estava em conflito com o enredo da série, e que a razão para Circle of the Moon ter sido removido não foi por ele não estar envolvido no desenvolvimento, mas porque era a intenção do time que o desenvolveu que este fosse um título standalone. Em 2006, o 20th Anniversary Pre-order Bundle de Portrait of Ruin apresentou um pôster que adicionou esses jogos (com exceção de Legends) de volta à cronologia. Em 2007, a Konami continuou a excluí-los do cânone em sua página oficial.

## Desenvolvimento
O primeiro Castlevania foi dirigido e programado por Hitoshi Akamatsu para o Famicom Disk System, em 1986. A lista de colaboradores do jogo possui nomes tirados de ícones de famosos filmes de terror, com Akamatsu sendo creditado como "Trans Fishers", uma referência ao diretor Terence Fisher. Isso é possivelmente relacionado ao fato de a Konami não permitir o uso dos seus verdadeiros nomes, de maneira a prevenir que outras empresas contratassem as pessoas que trabalhavam para ela. Um admirador do cinema, Akamatsu abordava projetos com a "visão de um diretor de filmes", e afirmou que os visuais e a música em Castlevania foram feitos "por pessoas que conscientemente queriam trabalhar em algo cinemático". O protagonista Simon Belmont usa um chicote porque Akamatsu gostava de Raiders of the Lost Ark, e porque combinava com o mundo que ele queria criar. Depois do sucesso do primeiro Castlevania, ele foi relançado para o NES como um de seus primeiros grandes títulos de plataforma, e também como parte de uma segunda onda de títulos para o console. O nome internacional de Castlevania foi o resultado do desconforto do vice-presidente da Konami of America, Emil Heidkamp, com as conotações religiosas do título japonês, "Akumajō Dracula", que ele acreditava ser traduzido como "O Castelo Satânico de Dracula". Por causa das políticas de censura da Nintendo of America na época, mais casos de sangue, nudez, e imagens religiosas foram removidas ou editadas nos primeiros jogos da série.
Akamatsu também dirigiu Castlevania II: Simon's Quest em 1987, que adotou uma jogabilidade similar ao Metroid da Nintendo. Quando questionado se Metroid foi uma inspiração, Akamatsu citou The Maze of Galious, outro título da Konami que apresentou exploração e quebra-cabeças. Seu último jogo na série, Castlevania III: Dracula's Curse (1989), retornou ao gênero de plataforma. Simon's Quest e Dracula's Curse não foram sucessos comerciais, e Akamatsu foi rebaixado de sua posição como diretor, eventualmente pedindo demissão.
Em 1993, três títulos estavam sendo desenvolvidos em paralelo, incluindo Castlevania Chronicles, Rondo of Blood, e Bloodlines. Dirigido e produzido por Toru Hagihara, Rondo of Blood foi o primeiro jogo da série a ser feito para CD-ROM e a ter dublagem completa dos diálogos. Hagihara viria a dirigir uma sequência para o PlayStation, Symphony of the Night (1997), com Koji Igarashi acompanhando-o como assistente de direção e roteirista. A artista Ayami Kojima também participou do time, sendo contratada para introduzir um novo estilo visual para Castlevania, tornando-se a designer de personagens para vários títulos futuros da série. Desde o início, o jogo deveria levar a franquia em uma nova direção. A jogabilidade se distanciou do gênero plataforma, adotando elementos de exploração não-linear e RPG, ideia que conseguiram lançar para a Konami devido à reação crítica da jogabilidade de Simon's Quest. Igarashi acabou por terminar de dirigir o jogo, após Hagihara ser promovido para chefe da divisão. No lançamento, Symphony of the Night foi bem recebido e futuramente foi considerado um clássico, mas seu desempenho comercial foi ruim, particularmente nos Estados Unidos, onde quase não teve divulgação.

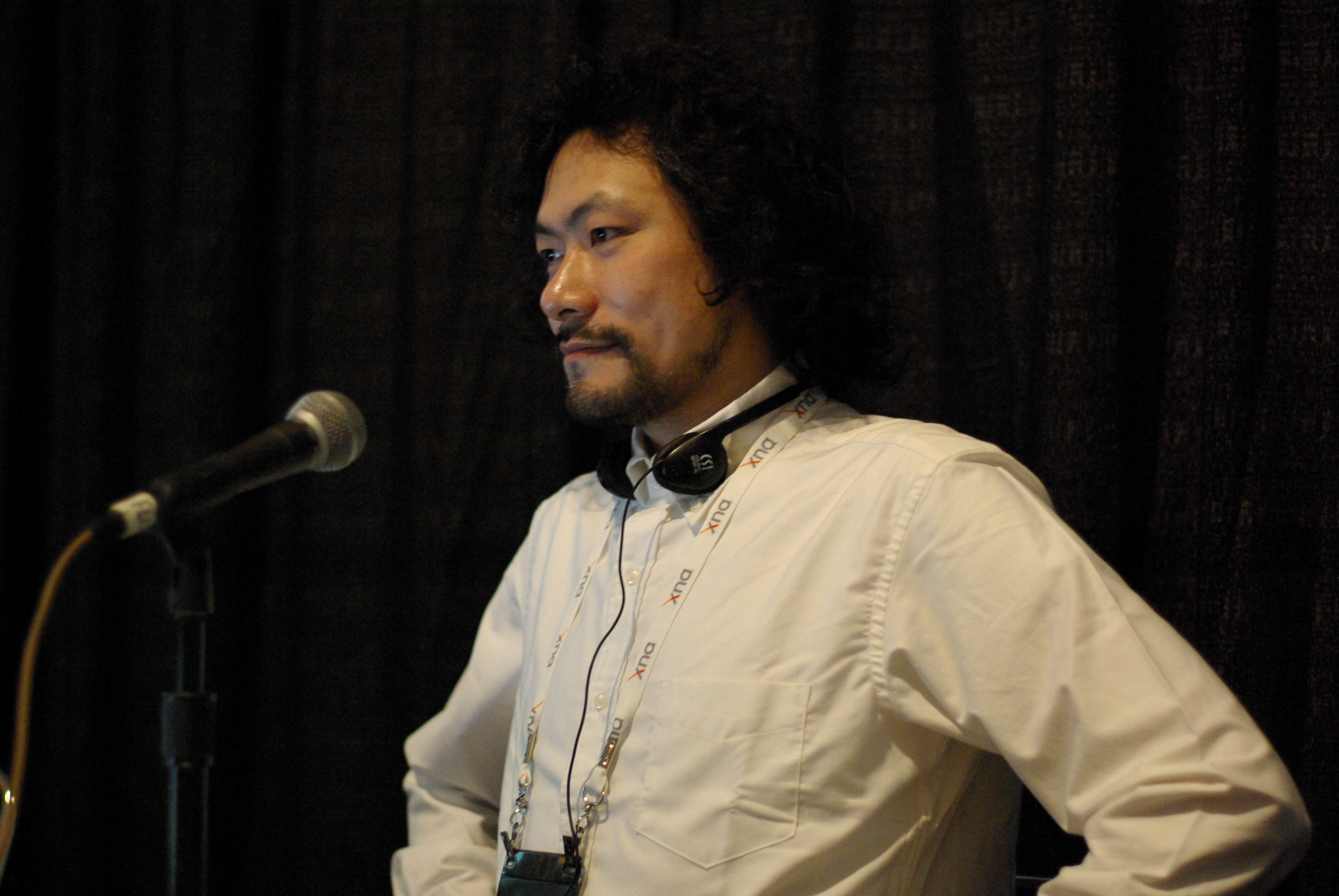
Koji Igarashi, conhecido por seus trabalhos como programador e diretor na série Castlevania

O primeiro Castlevania a ter gráficos 3D começou a ser desenvolvido pela Konami Computer Entertainment Kobe (KCEK) em 1997 para o Nintendo 64, chamado inicialmente de Dracula 3D mas lançado em 1999 como Castlevania e recebendo ainda no mesmo ano a expansão Legacy of Darkness. O último Castlevania da KCEK foi o aclamado Circle of the Moon, lançado em 2001 para Game Boy Advance. Circle of the Moon foi o primeiro título a apresentar jogabilidade metroidvania desde Symphony of the Night. Igarashi, que não esteve envolvido no desenvolvimento, criticou o jogo. Em 2002, citando conflitos na história, Igarashi removeu Castlevania Legends (1997) e os jogos desenvolvidos pela KCEK da cronologia da série, o que não foi bem visto pelos fãs. Depois da KCEK ser dissolvida em 2002, o Game Boy Advance recebeu o Harmony of Dissonance, produzido por Igarashi e desenvolvido pela Konami Computer Entertainment Tokyo (KCET). Iniciando com Harmony of Dissonance, os jogos japoneses adotaram Castlevania como título por um período, visto que Dracula nem sempre era o principal antagonista. Isso continuou até Lament of Innocence (2003), um jogo 3D definido como um novo começo para a série. A Konami eventualmente voltou a usar o título Akumajō Dracula com o Dawn of Sorrow, lançado em 2005 para Nintendo DS.
Devido a preocupações sobre baixas vendas dos últimos jogos, vários protótipos em desenvolvimento competiram para se tornar o próximo título da série, incluindo um jogo de Igarashi e o Lords of Shadow, da MercurySteam. A Konami disse à MercurySteam que o jogo seria uma propriedade intelectual original quando aprovou o início do desenvolvimento. Posteriormente, a Konami solicitou que o desenvolvimento de Lords of Shadow fosse descontinuado enquanto ainda estava nos estágios iniciais, até que o produtor David Cox mostrou o jogo à gerência sênior da empresa japonesa e recebeu proposta de ajuda de Hideo Kojima. De acordo com Igarashi, o desenvolvimento do seu projeto não estava indo bem, razão pela qual a Konami cancelou seu jogo e escolheu Lords of Shadow como o próximo título a ser lançado. Produzido por David Cox e Hideo Kojima, Lords of Shadow foi um reboot de ação-aventura multiplataforma. Kojima ofereceu seus comentários sobre o projeto e também supervisionou a internacionalização no Japão. Foi o primeiro Castlevania a ter celebridades dubladoras, com Robert Carlyle no papel principal e participação de Patrick Stewart. O estilo artístico também se separou dos jogos anteriores em favor de uma visão inspirada no trabalho de Guillermo del Toro. O jogo recebeu duas sequências, Mirror of Fate (2013) e Lords of Shadow 2 (2014). Após o lançamento de Lords of Shadow 2, uma fonte anônima alegando trabalhar para a MercurySteam afirmou que o desenvolvimento do jogo foi problemático.
Depois de ser movido para a divisão social da Konami em 2011, Igarashi achou que não conseguiria mais lançar novos jogos quando a empresa moveu o foco para as plataformas móveis. Ele deixou a empresa em março de 2014 para criar, independentemente, Bloodstained: Ritual of the Night, um sucessor espiritual de Castlevania. Dave Cox também deixou a empresa pouco depois. Títulos recentes da série, lançados sob o novo modelo de negócio da Konami, incluem jogos de pachinko e caça níqueis.

## Recepção e legado
| Jogo                  | GameRankings                                | Metacritic                      |
| --------------------- | ------------------------------------------- | ------------------------------- |
| Castlevania           | 70,92% (GBA)                                | —                               |
| The Adventure         | 55,07%                                      | —                               |
| Belmont's Revenge     | 83,50%                                      | —                               |
| Super Castlevania IV  | 82,06%                                      | —                               |
| Bloodlines            | 83,50%                                      | —                               |
| Dracula X             | 71%                                         | —                               |
| Symphony of the Night | 93,03%                                      | 93                              |
| Legends               | 52,88%                                      | —                               |
| Castlevania (1999)    | 72,71%                                      | 78                              |
| Legacy of Darkness    | 63,80%                                      | —                               |
| Circle of the Moon    | 88,32%                                      | 91                              |
| Chronicles            | 73,53%                                      | 69                              |
| Harmony of Dissonance | 85,12%                                      | 87                              |
| Aria of Sorrow        | 87,86%                                      | 91                              |
| Lament of Innocence   | 78,72%                                      | 79                              |
| Dawn of Sorrow        | 90,35%                                      | 89                              |
| Curse of Darkness     | 70,37% (PS2)                                | 70 (PS2)                        |
| Portrait of Ruin      | 84,98%                                      | 85                              |
| Order of Ecclesia     | 85,67%                                      | 85                              |
| The Adventure ReBirth | 81,10%                                      | 82                              |
| Lords of Shadow       | 83,33% (PS3) 82,70% (Xbox 360) 77,40% (PC)  | 85 (PS3) 83 (Xbox 360) 81 (PC)  |
| Mirror of Fate        | 71,81% (3DS) 74,00% (Xbox 360) 63,75% (PS3) | 72 (3DS) 73 (Xbox 360) 70 (PS3) |
| Lords of Shadow 2     | 71,00% (Xbox 360) 63,12% (PS3) 58,10% (PC)  | 70 (Xbox 360) 63 (PS3) 60 (PC)  |

Castlevania é uma das franquias de jogos mais famosas da Konami. Até 2006, havia alcançado vendas de mais de 20 milhões de cópias ao redor do mundo, figurando entre as mais vendidas de todos os tempos. Seu sucesso a tornou um ponto de referência na criação de jogos de plataforma e ação, sendo uma das influências para a definição do subgênero metroidvania.
A série recebeu muitas críticas positivas, com o jogo mais aclamado sendo Symphony of the Night do PlayStation, e o mais criticado sendo Judgment, com avaliações agregadas no Metacritic de 93 e 49, e no GameRankings de 93,38% e 52,71%, respectivamente.
Muitos dos títulos apareceram em listas de "melhores jogos". Symphony of the Night apareceu em 16º lugar na lista de "100 melhores jogos" da IGN, e foi um dos primeiros a ser introduzido na lista dos "Melhores jogos de todos os tempos" da GameSpot, com ambos elogiando-o por ter sido um jogo 2D bem sucedido enquanto a indústria estava focando em 3D. Castlevania III: Dracula's Curse foi nomeado o 9º melhor jogo 8-bit do GameTrailers. Super Castlevania IV foi nomeado o 11º melhor jogo do SNES pela ScrewAttack na sua lista de "20 melhores jogos do SNES". A série como um todo foi nomeada a 4ª melhor franquia de todos os tempos pela IGN, atrás de Final Fantasy, The Legend of Zelda, e Mario, e citando Super Castlevania IV e Symphony of the Night como os destaques. A IGN também nomeou Aria of Sorrow como o 2º melhor jogo do Game Boy Advance.
Lords of Shadow foi lançado em 2010 para sucesso comercial e críticas positivas, tornando-se o Castlevania mais vendido até então. O diretor Dave Cox afirmou que este se tornou o título mais bem-sucedido da série. Já Lords of Shadow 2 não foi tão bem recebido quanto seu antecessor.

## Outras mídias
Simon Belmont foi um dos protagonistas da série animada Captain N: The Game Master. Ele era membro do "N-Team", um grupo contendo vários personagens de jogos eletrônicos que defendem Videoland contra a antagonista Mother Brain de Metroid. Dracula, mencionado apenas como "O Conde", também aparece como vilão. Alucard aparece em um episódio, apesar de ser retratado como um adolescente rebelde.
Planos para criar um filme baseado em Castlevania estiveram em andamento por vários anos, até que a Rogue Pictures parou o seu desenvolvimento em dezembro de 2007 devido à greve dos roteiristas e, posteriormente, à venda do estúdio para Relativity Media e a possibilidade de uma nova greve. Em 27 de maio de 2009, o filme foi oficialmente cancelado.
Em 2005, IDW Publishing lançou uma adaptação em quadrinhos, Castlevania: The Belmont Legacy, escrita por Marc Andreyko e baseada em Castlevania: The Adventure. Em 2008, uma adaptação de Curse of Darkness foi lançada pela Tokyopop em inglês.
Adaptada e ilustrada por Kou Sasakura, uma adaptação em mangá chamada Castlevania: Curse of Darkness foi publicada no Japão entre 2005 e 2006.
Em 2017, a Netflix lançou uma série animada americana como parte de sua programação original. A série está sendo co-produzida por Fred Seibert e Kevin Kolde, escrita por Warren Ellis, e dirigida por Adi Shankar, que em 2015 havia revelado planos sobre uma minissérie baseada em Castlevania III: Dracula's Curse. A animação é feita por Frederator Studios e Powerhouse Animation Studios. A primeira temporada foi lançada em 7 de julho de 2017 com quatro episódios, a segunda estreou em 26 de outubro de 2018 com oito episódios, enquanto a terceira foi lançada em 5 de março de 2020 com dez episódios.